# إدوارد مارتن (مصارع رياضي)
إدوارد مارتن (بالفرنسية: Édouard Martin)‏ هو مصارع رياضي فرنسي، (ولد في باريس في فرنسا 1889  م).

## وصلات خارجية
- إدوارد مارتن على موقع أوليمبيديا (الإنجليزية)